# Hermann Schaub
Hermann Schaub (* 31. März 1900  in Vilbel; † 14. Juni 1961 in Kassel) war ein deutscher Kaufmann, Politiker und Verbandsfunktionär. Er war langjähriger Abgeordneter der SPD im Provinziallandtag der Provinz Hessen-Nassau, Bürgermeister von Sinn bis zu seiner Absetzung durch die Nationalsozialisten und der erste Präsident des Arbeiter-Samariter-Bundes. 

## Biografie
Hermann Schaub wuchs als Sohn von Maurermeister Adam und Christine Schaub (geb. Schwab) in einem evangelischen Haushalt in Vilbel, heute Bad Vilbel, auf. Der Besuch der Volksschule und die anschließende kaufmännische Lehre in Frankfurt am Main waren die nächsten Stationen auf seinem Lebensweg. 1917 trat Schaub in die SPD ein und arbeitete ab als Angestellter im Frankfurter Büro der SPD Hessen-Nassau. Im Mai 1926 heiratete er Emilie Wilhelmine Klara Kunz (* Barmen 3. Mai 1904) in Herborn. Ab 1931 war Schaub der Bürgermeister von Sinn. 
Mit der Machtübernahme der Nationalsozialisten wurde er am 2. Januar 1933 von allen Ämtern enthoben. Teile des Herbstes 1933 verbrachte er in Schutzhaft und wurde auch anschließend noch mehrfach inhaftiert. Seine Bibliothek wurde beschlagnahmt. Es folgte eine Periode der Arbeitslosigkeit und die anschließende Tätigkeit als Geschäftsführer einer Firma für Molkereiprodukte; in den 1940er-Jahren führte Schaub gemeinsam mit seiner Frau ein Lebensmittelgeschäft.
Ab 1946 war er Stadtverordneter in Frankfurt am Main und wurde zum Vorsitzenden der SPD-Fraktion gewählt. Ab 1948 war Schaub erster Präsident des Arbeiter-Samariter-Bundes, in dem er bis 1961 tätig war.